# Bloodfist
Bloodfist  (br: Punhos de Sangue) é um filme produzido nos Estados Unidos em 1989, dirigido por Terence H. Winkless.

## Sinopse
Wilson interpreta um dojo sensei na Califórnia que viaja para Manila para vingar seu irmão kickboxer profissional, que foi assassinado depois de uma briga. Tornou-se um filme cult.

## Elenco
- Don Wilson...Jake Raye (como Don 'The Dragon' Wilson)
- Joe Mari Avellana...Kwong
- Rob Kaman...Raton
- Billy Blanks...Black Rose